# Mike Larrabee
Michael Denny (Mike) Larrabee (Los Angeles, 2 december 1932 - Santa Maria, 22 april 2003) was een Amerikaanse atleet, die gespecialiseerd was in de 400 m. Hij werd olympisch kampioen op de 400 m en de 4 x 400 m estafette.

## Biografie
Larrabee plaatste zich voor de Olympische Zomerspelen 1964 en won de gouden medaille op de 400 meter. Met zijn dertig jaar is hij tot op heden de oudste olympisch kampioen op de 400 meter. Met zijn ploeggenoten won hij ook de gouden medaille op de 4 x 400 meter estafette in een wereldrecord.

## Persoonlijke records
| Onderdeel | Prestatie      | Datum             | Plaats      |
| --------- | -------------- | ----------------- | ----------- |
| 100 m     | 10,5 s         | 1964              |             |
| 200 m     | 21,0 s         | 1959              |             |
| 400 m     | 44,9 s (ex-WR) | 12 september 1964 | Los Angeles |

## Palmares

### 400 m
- 1964:  OS - 45,1 s

### 4 x 400 m estafette
- 1964:  OS - 3.00,7 (WR)